# Ochropleura beesoni
Ochropleura beesoni är en fjärilsart som beskrevs av Kapur och Ramnik Arora 1971. Ochropleura beesoni ingår i släktet Ochropleura och familjen nattflyn. Inga underarter finns listade i Catalogue of Life.